# Jakes Mulholland
James Henry Mulholland, detto Jakes (Passaic, 1º ottobre 1902 – Paterson, 19 agosto 1969), è stato un calciatore statunitense, di ruolo difensore.

## Carriera

### Nazionale
Ha partecipato alle Olimpiadi del 1924.